# Michał Ledóchowski
Michał Jan Nepomucen Ledóchowski herbu Szaława (zm. 4 stycznia 1786 w Miłaszowie) – kasztelan wołyński w latach 1754–1783, starosta rawicki w 1740 roku, rotmistrz królewski.
W 1766 roku został wyznaczony senatorem rezydentem.
W 1767 roku został kawalerem Orderu Świętego Stanisława. 
Pochowany został w Kisielinie.